# Bastian contrario
Bastian contrario è un'espressione idiomatica della lingua italiana che indica colui che assume per partito preso le opinioni e gli atteggiamenti contrari a quelli della maggioranza.

## Origine dell'espressione
Sull'origine del modo di dire esistono diverse teorie.
- Nel suo Dizionario moderno (1905) Alfredo Panzini ricorda la leggenda di un Bastiano Contrari "malfattore e morto impiccato, il quale solamente in virtù del cognome diede origine al motto". Si tratterebbe dunque di un caso di antonomasia.
- A Castelvecchio di Rocca Barbena (SV) si ricorda un mercenario chiamato Bastian Contrario, ivi morto in battaglia.[1]
- A Torino il Bastian Contrario (in piemontese Bastian Contrari, pronuncia [bastjɑŋ cʊntrɑrɪ]) per antonomasia è considerato il Conte di San Sebastiano, che nella battaglia dell'Assietta (1747) fu il solo a disobbedire all'ordine di ripiegare sulla seconda linea. Il gesto del Conte e dei pochi fedeli granatieri da lui comandati determinò l'esito favorevole di tutta la battaglia contro l'esercito franco-ispanico.[2] L'episodio ha ispirato anche un altro detto tipico riferito alla popolazione piemontese, quello di bogia nen! [pronuncia: bùgia nèn]: l'espressione significa letteralmente "non muoverti!" e col tempo è diventato sinonimo di caparbietà (in senso positivo) o di ottusità (in senso negativo) a seconda dei contesti.

La prima e la seconda ipotesi potrebbero coincidere, perché il mercenario ricordato a Castelvecchio era un militare insofferente, in seguito divenuto disertore e brigante (è così descritto nell'omonimo romanzo storico di Luigi Gramegna anche se manca la certezza della sua morte in quella battaglia). Nelle note a fine libro viene spiegato il motivo del modo di dire: non deriverebbe dalla condotta nella vita reale di Bastian Contrario, ma dal comportamento del suo personaggio in una commedia teatrale dialettale posteriore.